# Flightplan
Flightplan (con los títulos para su distribución en español como Plan de vuelo y Plan de vuelo: desaparecida) es una película de 2005 dirigida por Robert Schwentke y protagonizada por Jodie Foster, Peter Sarsgaard, Erika Christensen y Sean Bean. Se estrenó en Norteamérica el 23 de septiembre de 2005.

## Argumento
La historia comienza cuando Kyle Pratt (Jodie Foster) toma un avión de Aalto Airlines para un viaje de Berlín a Nueva York con su pequeña hija de 6 años, Julia. Después de dormir cerca de 3 horas, Kyle se da cuenta de que Julia ha desaparecido, así que inicia una búsqueda por el avión (muy parecido a un Airbus A380) con capacidad para 426 pasajeros), pero la tripulación asegura que Julia nunca subió al avión y ninguno de los pasajeros la vio.
La búsqueda para encontrar a Julia fracasa. El comandante (Sean Bean) pide a la tripulación que busque a la niña, ya que teme que Kyle se lastime en caso de turbulencia. El capitán y el resto de la tripulación sospechan que Kyle tiene trastornos mentales, ya que el esposo de Kyle falleció recientemente al caer de un edificio y que pudo imaginar que tomó el avión con su hija. Kyle no tiene la tarjeta de embarque de Julia y su nombre no estaba en la lista de pasajeros. Una sobrecargo asegura que el asiento que supuestamente estaba asignado a la niña está desocupado. Todos ponen en duda la existencia de la niña, por lo que Kyle se desespera e insiste en que trajo a su hija con ella y que debe estar en alguna parte del avión. Para que no cause más pánico, el agente de seguridad del vuelo, Carson (Peter Sarsgaard), se convierte en su cuidador por órdenes del comandante.
Kyle comienza a dudar si en realidad subió al avión con su hija, después de que le dijeran que Julia había muerto junto con su padre, pero sabe que no es cierto cuando reconoce un corazón que la niña dibujó con el dedo en el cristal empañado de la ventanilla del avión. Como Kyle es ingeniera aeronáutica, conoce cada parte del avión y comienza a buscar sola a su hija. Mientras abre el ataúd de su esposo, Carson la encuentra y la acompaña hasta su asiento.
Después se descubre que Carson, Stephanie (una azafata) y el director de un sanatorio en Berlín son los verdaderos villanos. Carson ha concebido un plan que incluía que la aerolínea transfiriera 50 millones de dólares a una cuenta bancaria, a petición de Kyle, afirmando que ella es en realidad una terrorista que intenta hacer explotar el avión con un detonador escondido en el ataúd. Los villanos habían asesinado al esposo de Kyle para poder esconder los explosivos en el ataúd sin que los rayos X los detectaran. Así, secuestraron a Julia para hacer creer que Kyle inventó la desaparición de la niña y decir que era terrorista. Antes de que el avión aterrizara iban a hacer explotar los detonadores ahora cerca de donde se encontraba la niña, inconsciente, y dejar a Kyle muerta en el avión con el detonador en la mano.
Los pasajeros y la tripulación son evacuados después de un aterrizaje de emergencia en Goose Bay, NL, Canadá. Solamente Kyle, Carson y Stephanie permanecen en el avión. Kyle se entera de los planes de Carson, le golpea con un extintor de incendios y le quita el detonador de su bolsillo. Mientras él finge estar aturdido en el suelo, Kyle escapa para seguir buscando a Julia. Stephanie se interpone y le cierra el paso, pero Kyle la golpea y la deja aturdida. Stephanie, presa del pánico, abandona a Carson y deja el avión.
Carson va en busca de Kyle para asegurarse de que no abandone el avión con su hija. Mientras tanto, Kyle encuentra a Julia y la lleva a un lugar seguro en el avión. Carson se dirige al lugar donde había dejado a Julia y comprueba que no se encuentra allí. En ese momento, Kyle detona el explosivo matando instantáneamente a Carson.
Kyle, con Julia en brazos, sale del avión. El FBI, los pasajeros y la tripulación se dan cuenta de la existencia de la niña. A la mañana siguiente, Kyle recibe unas disculpas por parte del capitán y los pasajeros.

## Reparto
- Jodie Foster: Kyle Pratt
- Peter Sarsgaard: Gene Carson
- Sean Bean: Capitán Rich
- Kate Beahan: Stephanie
- Michael Irby: Obaid
- Assaf Cohen: Ahmed
- Erika Christensen: Fiona
- Greta Scacchi: Psicoterapeuta
- Shane Edelman: Sr. Loud
- Mary Gallagher: Sra. Loud
- Haley Ramm: Brittany Loud
- Forrest Landis: Rhett Loud
- Jana Kolesarova: Claudia
- Brent Sexton: Elias
- Marlene Lawston: Julia
- Matt Bomer: Eric
- Judith Scott: Estella
- Tonje Larsgard: Sobrecargo